# Молоко скорботи
«Молоко скорботи» (ісп. La Teta Asustada або «Налякані груди») — кінодрама перуанської режисерки Клаудії Льйоси, головну роль виконала Магалі Сольє. Прем'єра відбулася 13 лютого 2009 року в Іспанії. Кінофільм здобув гран-прі Берлінського кінофестивалю в 2009 році.
Кінофільм розповідає про наслідки агресії й насильства, яке вчиняли члени напіввійськового комуністичного угрупування «Sendero Luminoso» в Перу з 1980 по 1992 роки.

## Сюжет
Мати розповідала своїй доньці Фаусті про те, в який складний час вона народилася. Коли жінка була вагітною, терористи вбили її чоловіка й жорстоко зґвалтували її. За народним повір'ям, матері передали своїм дітям страх із гірким молоком — таких дітей називали «молоком скорботи».
У Фаусти часто йшла носом кров. Дядько відвіз її до лікаря. Лікар сказав, що кровотечі легко виправити, проте дівчина має серйознішу проблему: у вагіні вона тримає картоплю, що поступово росте й може призвести до захворювання. Мати розповідала Фаусті, що так в роки тероризму зробила їхня сусідка, щоб її не зґвалтували, а пізніше одружилася і народила дітей. Дядько переконує племінницю, що часи змінилися.
Мати Фаусти померла. Дівчина хотіла поховати її в рідному селі, проте не мала на це грошей. Тим паче готувалося весілля її родички, Максими, й дядько хотів прибрати мертве тіло з дому до святкувань. Фауста влаштувалася працювати в будинку заможної пані, піаністки. Дівчина співала (вигадувала пісні самотужки), щоб заспокоїтись, щоб вдати, ніби болю й страху немає. Хазяйка почула одного разу цей спів і пообіцяла служниці дарувати їй по перлині за пісню. Особливо їй сподобалася пісня про русалок.
Фауста вірила, що ходити треба тільки під парканом, бо інакше твою душу вкрадуть загублені душі. Фауста ходила містечком тільки з супроводом, лякалася самого вигляду чоловіків. Винятком став садівник Ное, що провів її до будинку, а також розповів, що піаністка не вирощує картоплю, бо вона дешева й швидко в'яне.
Наближався концерт піаністки. Фауста почула, що та вкрала мелодію її пісні. По закінченню концерту та висадила Фаусту з машини й не віддала перлин. Тепер Фауста не могла відвезти тіло матері в рідне село.
Підійшов час весілля Максими. Вночі сп'янілий дядько почав її душити, щоб показати, що вона хоче жити. Фауста втекла до будинку піаністки й забрала перлини. Проте за воротами будинку знепритомніла. Садівник відніс її до лікарні. Там картоплину витягли. Протягом операції Фауста міцно стискала перлини.
Дівчина поховала матір біля моря.
Ное подарував Фаусті пророщений кущ картоплі.

## У головних ролях
- Магалі Сольє — Фауста;
- Сьюзі Санчез — Аїда;
- Ефрейн Соліс — Ное (садівник);
- Барбара Лазон — Перпетуа;
- Делчі Гередія — Кармела
- Марія дел Пілар Гурреро — Максіма (племінниця Фаусти, наречена);

## Нагороди та номінації
- Берлінський золотий ведмідь — найкращий фільм[2];
- Берлінський кінофестиваль — нагорода Міжнародної Федерації кінопреси;
- Гвадалахарський міжнародний кінофестиваль — найкращий фільм (режисерка Клаудія Льсоа), найкраща акторка (Магалі Сольє);
- Монреальський світовий кінофестиваль — найкраща акторка (Магалі Сольє);
- Лімський кінофестиваль — найкращий перуанський фільм, найкраща акторка;
- Оскар — найкращий іноземний фільм (номінація)

## Виробництво
- Клаудія Льйоса знайшла на вулиці продавчиню Магалі Сольє й запропонувала їй участь у своєму першому фільмі «Madeinusa». Зараз це відома перуанська акторка і співачка.